# Masamune Hakuchō

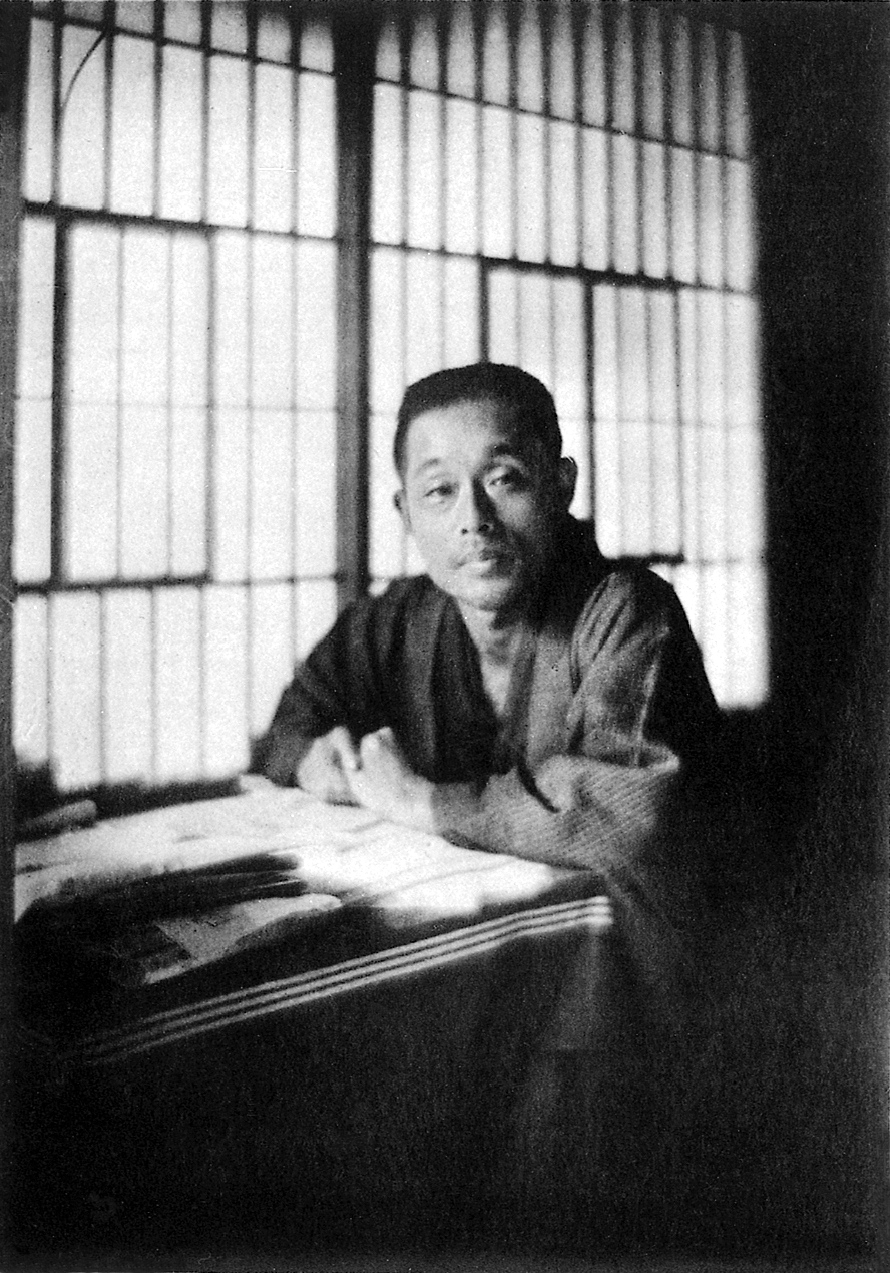
Masamune Hakuchō, 1925

Masamune Hakuchō (japanisch 正宗 白鳥, wirklicher Name: Masamune Tadao (正宗 忠夫); * 3. März 1879 in Bizen, Präfektur Okayama; † 28. Oktober 1962) war ein japanischer Kritiker, Schriftsteller und Dramatiker und ein führender Vertreter des japanischen Naturalismus (Shizenshugi).

## Leben

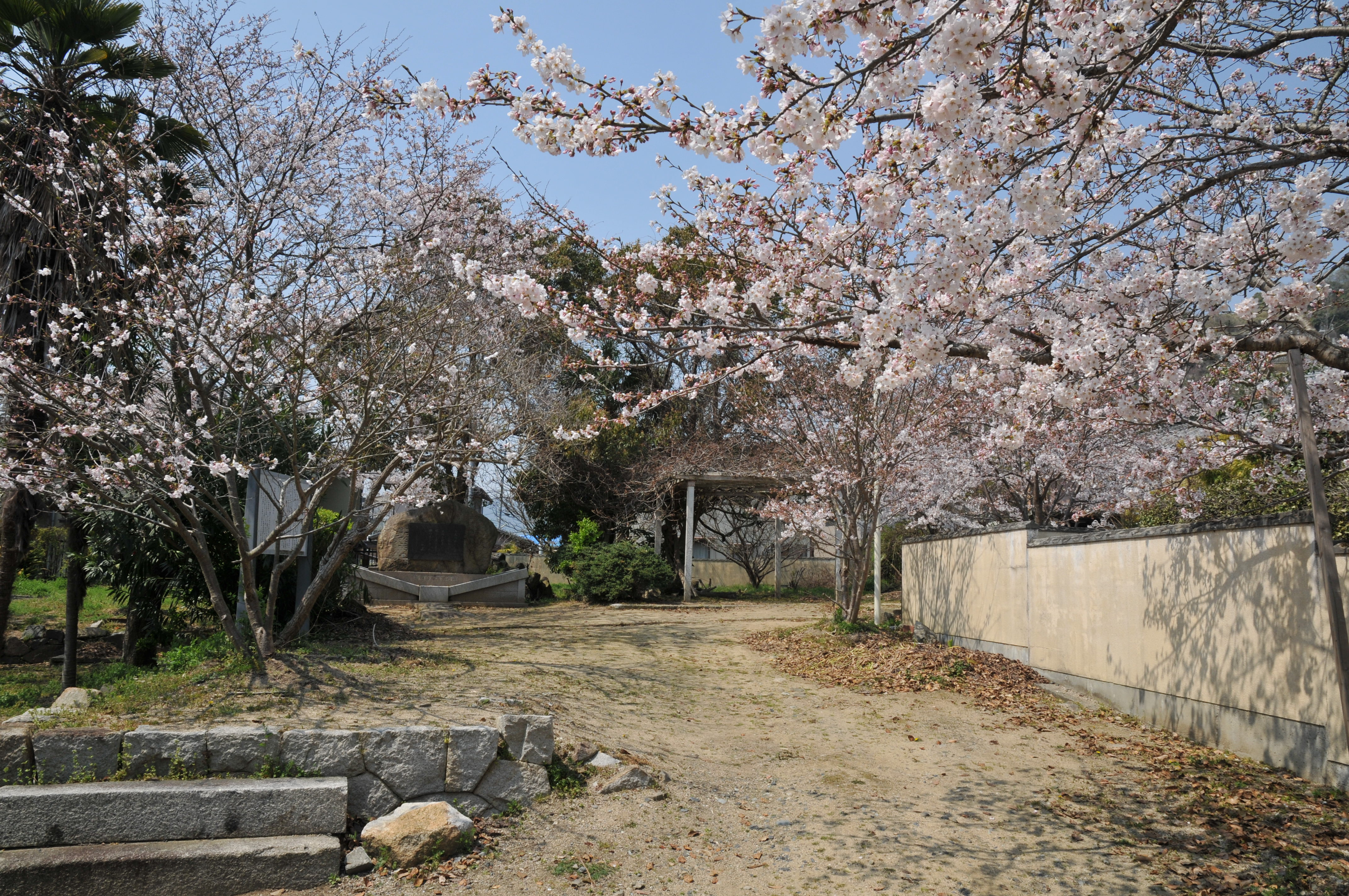
Hakuchō Masamunes Geburtsort

Masamune Hakuchō wurde als ältester Sohn von Masamune Uraji (浦二) und Mine (美禰) geboren. Er stammt aus einer Familie, die über viele Generationen Fischer und mit seinem Urgroßvater dann auch Holzhändler waren. Seine Eltern waren dadurch vermögende Gutsbesitzer. Nach seinem Schulabschluss an der Shizutani Gakkō (閑谷学校), besuchte er ab 1896 die Tōkyō Senmon Gakkō (heute: Waseda-Universität). Unter dem Einfluss von Uemura Masahisa und Uchimura Kanzō ließ er sich taufen und wurde Christ. Obgleich er für Geschichtswissenschaften und Englisch eingeschrieben war, machte er 1901 seinen Abschluss in Literaturwissenschaft. Im Anschluss arbeitete er zunächst in der Verlagsabteilung der Waseda-Universität und dann für die Yomiuri Shimbun.
1908 verließ er die Yomiuri Shimbun, um sich hauptberuflich der Schriftstellerei zu widmen. 1911 heiratete er Tsune (つ禰), die Tochter des Ölhändlers Shimizu Tokubei (清水徳兵衛) aus Kōfu.
1935 gründete er im Auftrag der Abteilung für kulturelle Angelegenheiten des Außenministeriums mit Shimazaki Tōson und Tokuda Shūsei das japanische P.E.N. Zentrum, dessen Vorsitzender er von 1943 bis 1947 war. 1962 starb Masamune Hakuchō im Alter von 83 Jahren an Bauchspeicheldrüsenkrebs.
Von seinen sechs Brüdern und drei Schwestern sind ebenfalls bekannt seine jüngeren Brüder der Maler Masamune Tokusaburō (正宗得三郎), der Kokugakusha Masamune Atsuo (正宗敦夫) und der Botaniker Masamune Genkei (正宗厳敬).

## Preise und Auszeichnungen
- 1950 Kulturorden
- 1951 Person mit besonderen kulturellen Verdiensten[A 1]
- 1959 Yomiuri-Literaturpreis für Kotoshi no aki

## Werke (Auswahl)

### Romane
- 1904 Sekibaku (寂寞)
- 1908 Doko e (何処へ)
- 1911 Doro ningyō (泥人形)
- 1916 Ushibeya no nioi (牛部屋の臭ひ)
- 1949–53  Nihon dasshutsu (日本脱出)

### Theaterstücke
- 1923 Jinsei no kōfuku (人生の幸福)

### Kritiken
- 1938 Bundanteki jijoden (文壇的自叙伝, etwa: eine literarische Autobiografie)
- 1948 Shizenshugi seisuishi (自然主義盛衰史, etwa: Geschichte des Aufstiegs und Falls des japanischen Naturalismus)
- 1941–42 Sakka-ron (作家論)